# جو ميس (لاعب كرة قاعدة)
جو ميس (بالإنجليزية: Joe Mays)‏ هو لاعب كرة قاعدة أمريكي، ولد في 10 ديسمبر 1975 في فلينت في الولايات المتحدة.

## وصلات خارجية
- جو ميس على موقعبيزبول رفرنس.كوم (الدوري الرئيسي) (الإنجليزية)
- جو ميس على موقع مشجعي الرسوم البيانية (الإنجليزية)